# Municipio de Lynch (Nebraska)
El municipio de Lynch (en inglés, Lynch Township) es un municipio del condado de Boyd, Nebraska, Estados Unidos. Tiene una población estimada, a mediados de 2021, de 236 habitantes.

## Geografía
Está ubicado en las coordenadas 42°47′54″N 98°30′11″O / 42.79833, -98.50306. Según la Oficina del Censo de los Estados Unidos, tiene una superficie total de 106.99 km², de la cual 105.34 km² corresponden a tierra firme y 1.65 km² están cubiertos de agua.

## Demografía
Según el censo de 2020, en ese momento había 237 personas residiendo en la zona. La densidad de población era de 2.2 hab./km². El 98.73 % de los habitantes eran blancos, el 0.84 % eran de otras razas y el 0.42 % era de una mezcla de razas. Del total de la población, el 0.84 % eran hispanos o latinos de cualquier raza.